# Пјеве Сан Николо (Перуђа)
Пјеве Сан Николо је насеље у Италији у округу Перуђа, региону Умбрија.
Према процени из 2011. у насељу је живело 26 становника. Насеље се налази на надморској висини од 582 м.